# Álcool combustível
Álcool combustível pode ser um biocombustível (bioetanol) produzido, geralmente, a partir da cana-de-açúcar, mandioca, batata, milho e beterraba. E pode ser um combustível sintético, produzido de recursos naturais renováveis como carvão (etanol de carvão), madeira (metanol)  e de recursos não renováveis (como derivados do petróleo).

## História
Ele é utilizado desde o início da indústria automotiva, servindo de combustível para motores a explosão do tipo ciclo Otto. Porém, com a utilização de combustíveis fósseis, no começo do século XX, mais barato e abundante, o etanol tornou-se uma opção praticamente ignorada.
A utilização do etanol que sem dúvida é a mais frequente, e que se iniciou tão logo surgiram os primeiros motores a combustão interna, é seu uso como combustível: a maior parte da produção de álcool do mundo é destinada a fins energéticos, e a maior parte utilizada para fins energéticos é etanol  (ver: Energia sustentável). Neste aspecto, também é usado misturado à gasolina, (ver: Misturas comuns do álcool combustível) para aumentar a resistência a compressão dela (octanagem). Governos têm estimulado estas substituições já visando o esgotamento das reservas naturais de combustíveis fósseis.
No século XXI, estuda-se o uso do etanol na produção do hidrogênio "verde".  Este tipo de hidrogênio, é denominado "verde" pois é obtido com o uso fontes energéticas "limpas".

### Alemanha
Durante a Segunda Guerra Mundial, os mísseis V-2 utilizaram como combustível, álcool feito a partir de batatas.

### Brasil
A primeira experiência de uso do etanol como combustível no Brasil aconteceu no ano de 1925, com a criação do primeiro carro a álcool do país. Em 1927, a Usina Serra Grande Alagoas foi a primeira do país a produzir etanol combustível (conhecido como USGA). Outras misturas de etanol combustível surgiram no país durante este período: Azulina, Motorina e Cruzeiro do Sul entre outras. No início da década seguinte, com a queda nos preços do petróleo, estes empreendimentos não tiveram condições de prosseguir.
A partir da crise do petróleo, na década de 1970, o Governo brasileiro, numa atitude isolada internacionalmente, criou o programa Pró-álcool, e o etanol novamente recebeu as atenções como biocombustível de extrema utilidade.
Enquanto o governo promovia estudos econômicos para a sua produção em grande escala, oferecendo tecnologia e até mesmo subsídios às usinas produtoras de açúcar e álcool, as indústrias automobilísticas instaladas no Brasil na época - Volkswagen, Fiat, Ford, General Motors e Chrysler - adaptavam seus motores para receber o álcool combustível. Daí, surgiriam duas versões no mercado: motor a álcool e a gasolina.
O primeiro carro a álcool lançado foi o Fiat 147 em 1978. Daí até 1986, o carro a álcool ganhou o gosto popular dos brasileiros, sendo que a quase totalidade dos veículos saídos das montadoras brasileiras naquele ano utilizava esse combustível.
A partir de então, o consumo de álcool apresentou queda gradual. Os motivos passam pela alta no preço internacional do açúcar, o que desestimulou a fabricação de álcool. Com o produto escasseando no mercado, o Governo brasileiro iniciou a importação de etanol dos Estados Unidos, em 1991, ao tempo que ia retirando, progressivamente, os subsídios à produção, promovendo a quase extinção do Pró-Álcool. A queda no uso desse biocombustível também se deveu, ao longo da década de 1990, a problemas técnicos nos motores a álcool, incapazes de um bom desempenho nos períodos frios, principalmente. Durante a década, com altas inesperadas no preço do petróleo, o álcool seria misturado à gasolina, numa taxa em torno de vinte por cento, como forma de amenizar o preço da gasolina ao consumidor.
No início do século XXI, na certeza de escassez e de crescente elevação no preço dos combustíveis fósseis, priorizam-se novamente os investimentos na produção de etanol por um lado e, por outro, um amplo investimento na pesquisa e criação de novos biocombustíveis. Diante de uma situação nacional antiga e inconstante, justamente causada pelas altas e baixas do petróleo, as grandes montadoras brasileiras aprofundaram-se em pesquisas e, dessa forma, lançaram uma tecnologia revolucionária: os carros dotados de motor bicombustível ou Flex, fabricados tanto para o uso de gasolina quanto de álcool em qualquer proporção.
No Brasil, o termo  "Álcool" foi substituído para "Etanol" a partir de setembro de 2010 por conta de uma resolução da ANP. Na década de 2020, o país estuda o emprego de etanol e vinhoto (um resíduo de sua produção) para a fabricação de hidrogênio verde. Neste mesmo período pesquisa-se o uso de etanol, como substituto do hidrogênio puro, no abastecimento de células de combustível automotivas.

### China
Em 2017, a China criou a primeira usina para produção de etanol de carvão do mundo. Normalmente o álcool combustível, do tipo bioetanol, é produzido através de fermentação/destilação de matéria-prima de origem vegetal (biomassa). Na China estes métodos são considerados inconvenientes, por causa da escassez de terras para a agricultura. O país tem grandes reservas de carvão e, usando-as na produção de etanol pretende poupar as terras aráveis destinado-as para a produção de alimentos. A produção inicial foi de 100 000 toneladas métricas mas, para o ano de 2020, é esperada uma produção dez vezes maior.

### Estados Unidos
O empresário Henry Ford defendia o uso de bioetanol como combustível, por acreditar que tornaria-se economicamente mais viável que os derivados do petróleo. Durante a II Guerra Mundial o exército dos Estados Unidos Manteve uma usina em Omaha (Nebraska) para a produção e realização experiências com bioetanol. Ainda durante a II Guerra Mundial, em algumas regiões do país, o álcool combustível foi usado em máquinas agrícolas e automóveis.

### Reino Unido
Em 1908, o Reino Unido realizou experiências, na África, com etanol extraído da cana-de-açúcar e de cactos, em motores de caminhões. Na I Guerra Mundial, o British Alcohol Motor Fuel Committee prosseguiu com a pesquisa.

### Suécia

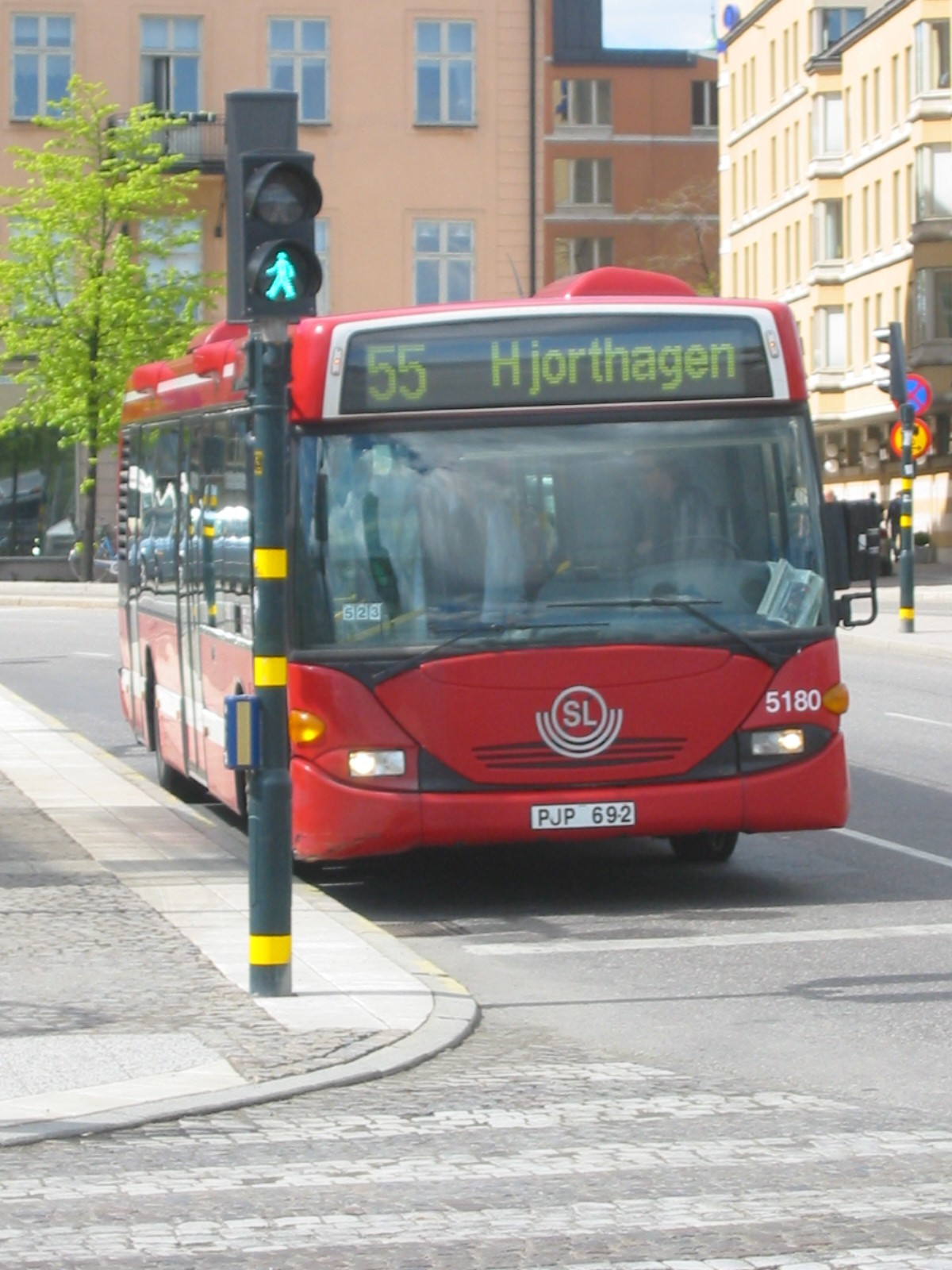
Ônibus movido a etanol da SL (Storstockholms Lokaltrafik) em Estocolmo.

A partir de 2007, a frota de ônibus de Estocolmo passou a ser equipada com motores a álcool, movidos por bioetanol de fabricação brasileira. Depois de uma década, cerca de 600 destes veículos eram movidos por bioetanol.

## Galeria

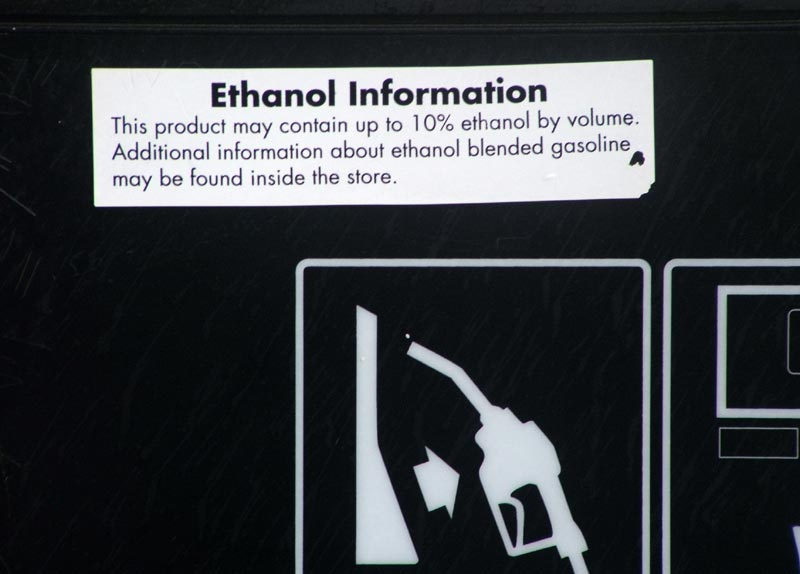
Informação em uma bomba de combustível na Califórnia.
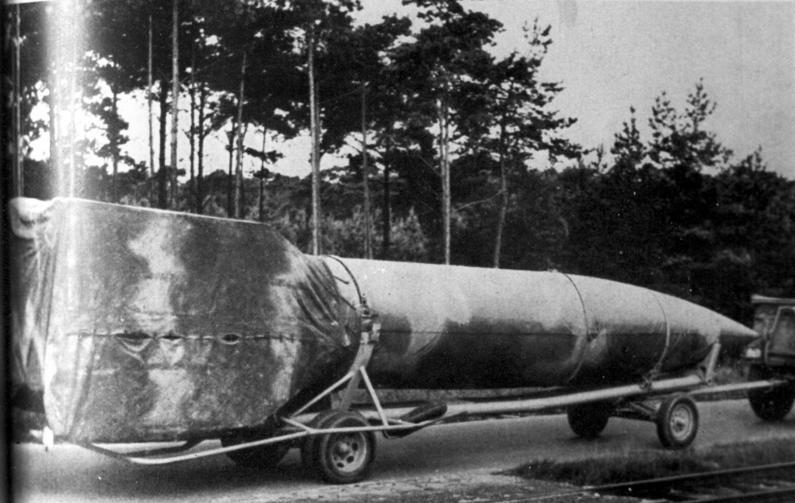
Transporte de um V-2 (Peenemünde, Alemanha, 1942).
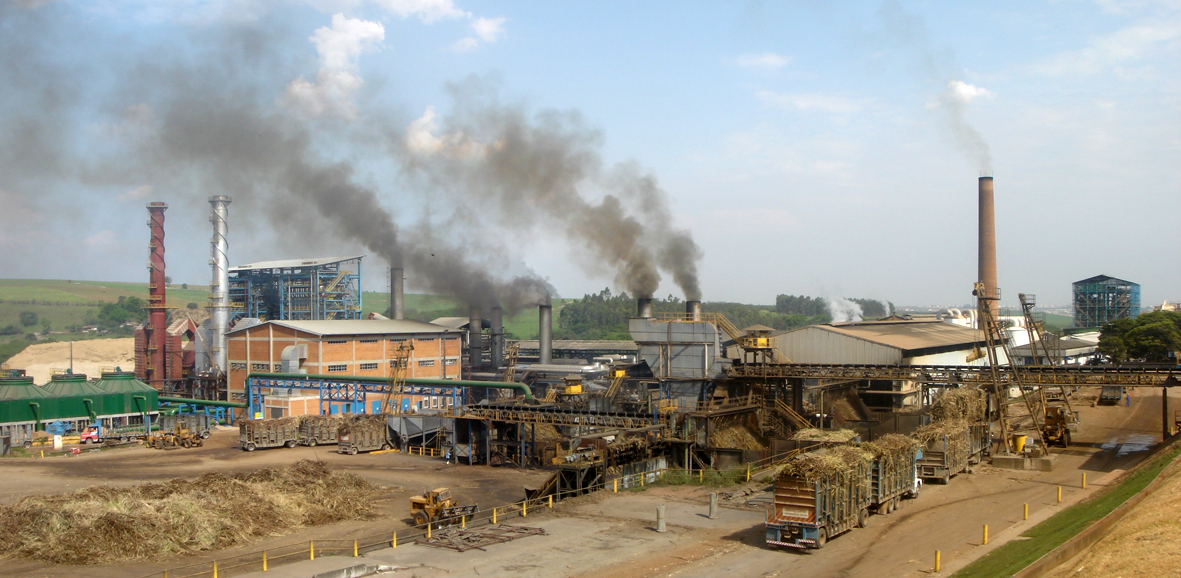
Vista panorâmica da Destilaria Costa Pinto em Piracicaba, fábrica que produz açúcar e etanol combustível além de outros tipos de álcool.
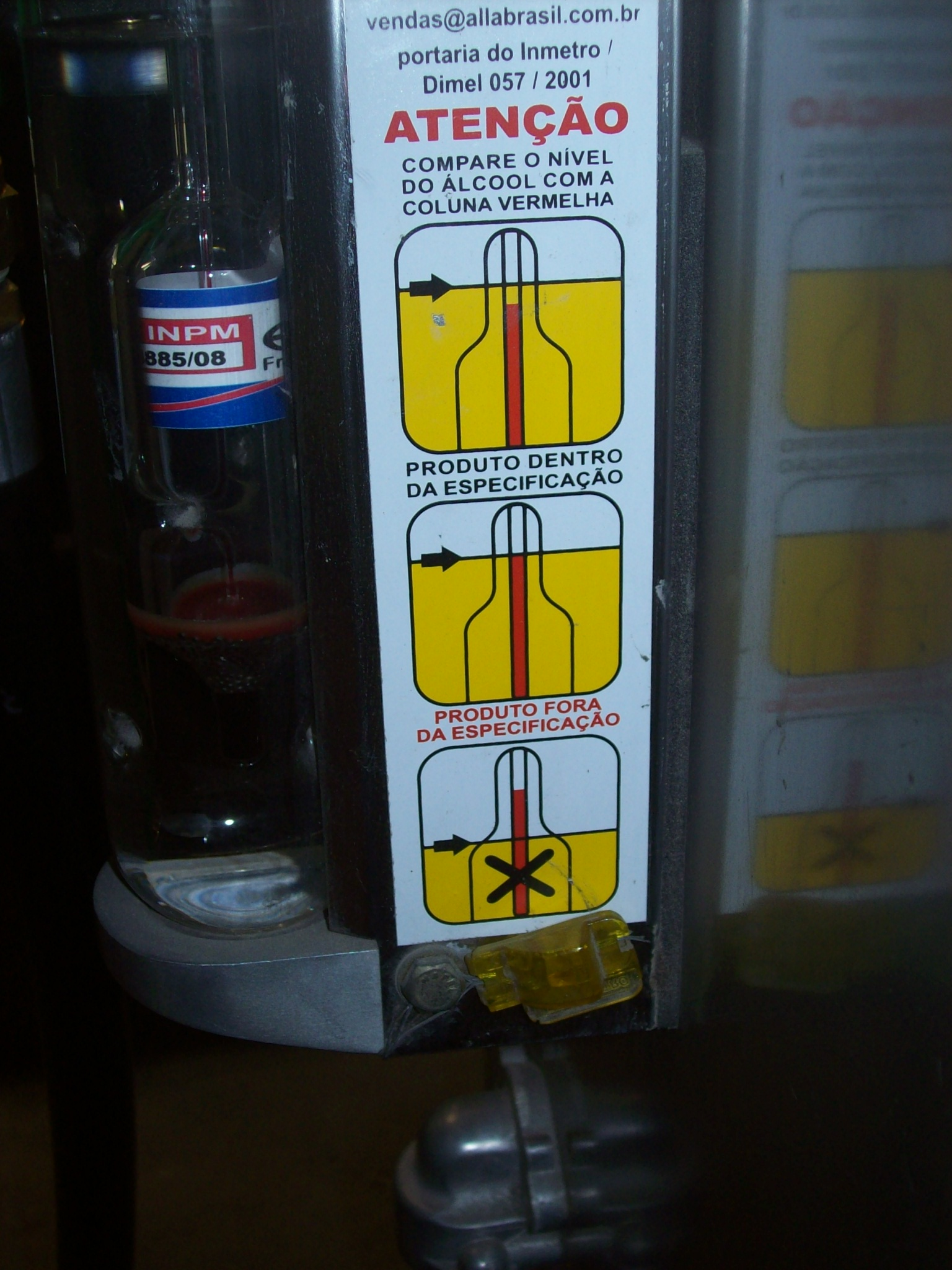
Escala utilizada para medir o Grau INPM nas nas bombas dos postos brasileiros.